# 고경조
고경조(高敬祖, 1528년~?)는 조선의 문신이다.

## 생애
1552년에 진사가 되고, 1561년 식년문과에 을과로 급제했다. 1574년에 해미현감이 되었지만 뇌물을 받은 혐의로 사헌부로부터 탄핵되었다. 이어 임천군수와 광주목사를 지냈다. 사후인 1645년에 광주의 경렬사(景烈祠)에 제향되었다.